# Campeonato Mundial de Halterofilia de 1950
El XXVIII Campeonato Mundial de Halterofilia se celebró en París (Francia) entre el 13 y el 15 de octubre de 1950 bajo la organización de la Federación Internacional de Halterofilia (IWF) y la Federación Francesa de Halterofilia.
En el evento participaron 56 halterófilos de 17 federaciones nacionales afiliadas a la IWF.

## Medallistas
| Evento   | Oro                                   | Plata                             | Bronce                           |
| -------- | ------------------------------------- | --------------------------------- | -------------------------------- |
| 56 kg    | Mahmud Namyu Irán 310,0               | Rafael Chimishkian URSS 305,0     | Kamal Mahgub Egipto 297,5        |
| 60 kg    | Mahmud Fayad Egipto 327,5             | Yevgueni Lopatin URSS 317,5       | Julian Creus Reino Unido 305,0   |
| 67,5 kg  | Joe Pitman Estados Unidos 352,5       | Attia Hamuda Egipto 350,0         | Vladimir Svetilko URSS 347,5     |
| 75 kg    | Jadr El-Tuni Egipto 400,0             | Peter George Estados Unidos 390,0 | Vladimir Pushkariov URSS 385,0   |
| 82,5 kg  | Stanley Stanczyk Estados Unidos 420,0 | Arkadi Vorobiov URSS 420,0        | Arabi Awadi Egipto 382,5         |
| +82,5 kg | John Davis Estados Unidos 462,5       | Yakov Kutsenko URSS 422,5         | Melvin Barnett Reino Unido 400,0 |

1. 1 2 3  Fuerza (kg) + arrancada (kg) + dos tiempos (kg) = TOTAL (kg)

## Medallero
| Núm. | País           | Oro | Plata | Bronce | Total |
| ---- | -------------- | --- | ----- | ------ | ----- |
| 1    | Estados Unidos | 3   | 1     | 0      | 4     |
| 2    | Egipto         | 2   | 1     | 2      | 5     |
| 3    | Irán           | 1   | 0     | 0      | 1     |
| 4    | URSS           | 0   | 4     | 2      | 6     |
| 5    | Reino Unido    | 0   | 0     | 2      | 2     |
|      | TOTAL          | 6   | 6     | 6      | 18    |